# Jonathan Vance

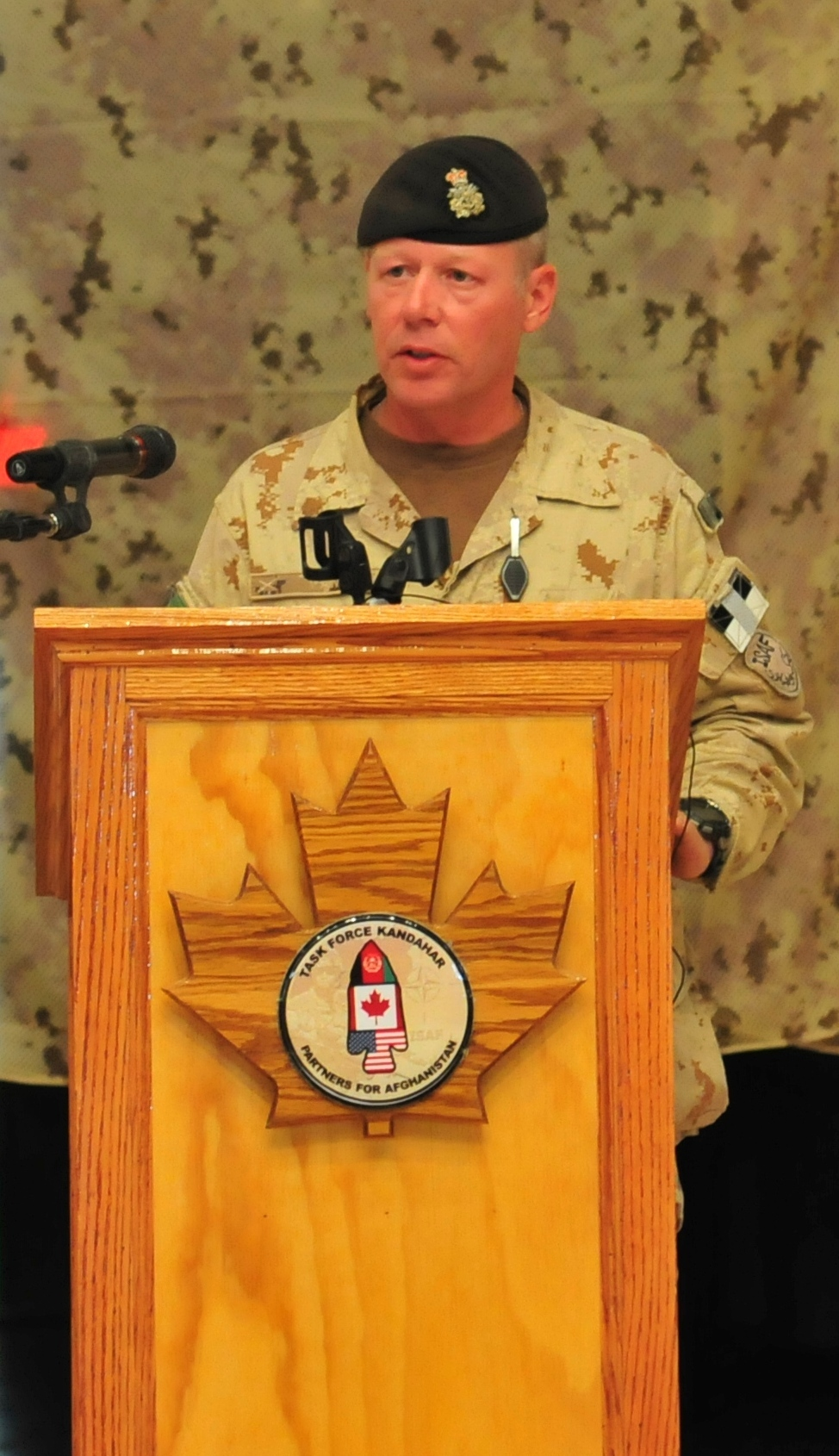
Vance bei einer Rede in Afghanistan (2010)

Jonathan Holbert „Jon“ Vance (* 3. Januar 1964 in Kingston, Ontario) ist ein kanadischer General. Er war vom 17. Juli 2015 bis 14. Januar 2021 der militärische Befehlshaber der kanadischen Streitkräfte (Chief of the Defence Staff).

## Werdegang
Vance stammt aus einer militärischen Familie und trat 1982 in die kanadischen Streitkräften ein. 1986 wurde er nach seinem Abschluss am Royal Roads Military College zum Infanterieoffizier des Royal Canadian Regiments ernannt. Mit diesen war er in Kanada und Deutschland stationiert und beteiligte sich an UN-Friedenserhaltungseinsätzen. Am 10. März 1995 wurde er in den Rang des Majors erhoben. Zwischen 2001 und 2003 führte er das zweite Bataillon des Royal Canadian Regiments an. Zwischen 2006 und 2008 führte er die First Canadian Mechanized Brigade Group an. 2009 und 2010 war er Leiter des Afghanistaneinsatzes Kanadas. Im Anschluss wurde er zum Leiter des Heers, der Canadian Army, ernannt. Im April 2015 gab der damalige kanadische Premierminister Stephen Harper bekannt, dass er Vance zum Chief of the Defence Staff (oberster militärischer Befehlshaber) ernennen werde und ihn vorher in den Rang des Generals erheben werde. Am 17. Juli 2015 übernahm er das Amt des Chief of the Defence Staff von Thomas J. Lawson. Am 14. Januar 2021 wurde er in dieser Position von Art McDonald abgelöst.

## Auszeichnungen
|  | Order of Military Merit (CMM)            |
|  | Meritorious Service Cross (MSC)          |
|  | General Campaign Star                    |
|  | Special Service Medal                    |
|  | Canadian Peacekeeping Service Medal      |
|  | UNPROFOR                                 |
|  | Queen Elizabeth II Golden Jubilee Medal  |
|  | Queen Elizabeth II Diamond Jubilee Medal |
|  | Canadian Forces Decoration (CD)          |